# Underviser
En underviser eller en lærer er en person, som underviser. Typisk undervises elever eller studerende på f.eks. skoler eller universiteter. 
En kvindelig lærer kan benævnes lærerinde. En lærer, som underviser elever i deres private hjem, kan benævnes som huslærer(inde), privatlærer(inde), hjemmelærer(inde), informator(inde) eller guvernante.
Der findes i visse lande en såkaldt lærerdag, hvor lærerne fejres. Det varierer, hvor vidt det er en fridag eller blot en almindelig arbejdsdag.

## Informator
Informator (kvindelig: informatorinde) er en ældre betegnelse for lærer(inde) eller privatlærer(inde). Titlen blev blandt andet anvendt om lærere ved Det Kongelige Danske Kunstakademi. Modsat professorerne var disse afskåret fra at blive medlemmer af Akademiet.